# کازوشی میتسوهیرا
کازوشی میتسوهیرا (انگلیسی: Kazushi Mitsuhira؛ زادهٔ ۱۳ ژانویهٔ ۱۹۸۸) بازیکن فوتبال اهل ژاپن است.